# جان راجرز کوک
جان راجرز کوک (انگلیسی: John Rogers Cooke; ۹ ژوئن ۱۸۳۳ – ۱۰ آوریل ۱۸۹۱) فرد نظامی اهل ایالات متحده آمریکا بود.